# Voetbalelftal van de Duitse Democratische Republiek in 1986
Het Voetbalelftal van de Duitse Democratische Republiek speelde in totaal elf officiële interlands in het jaar 1986, waaronder drie duels in de kwalificatiereeks voor de EK-eindronde in buurland West-Duitsland (1988). De nationale selectie stond onder leiding van bondscoach Bernd Stange. Drie spelers kwamen in alle elf duels in actie: doelman René Müller (Lokomotive Leipzig), verdediger Frank Rohde (BFC Dynamo Berlin) en middenvelder Matthias Liebers (Lokomotive Leipzig).

## Balans
| Wedstrijden | Wedstrijden | Wedstrijden | Wedstrijden | Doelpunten | Doelpunten | Doelpunten | Punten |
| Gespeeld    | Winst       | Gelijk      | Verlies     | Voor       | Tegen      | Saldo      | Punten |
| ----------- | ----------- | ----------- | ----------- | ---------- | ---------- | ---------- | ------ |
| 11          | 3           | 2           | 6           | 7          | 12         | –5         | 0.727  |

## Interlands
|                                                        |                 |       |                                          |                                                                                             |
| 14 februari Vriendschappelijk № 237 «onderlinge duels» | Mexico          | 1 – 2 | Duitse Democratische Republiek           | San Jose Municipal Stadion, San Jose Toeschouwers: 6.000 Scheidsrechter: Robert Evans (USA) |
| 14 februari Vriendschappelijk № 237 «onderlinge duels» | Luis Flores 38' |       | 26' (pen.) Uwe Zötzsche 83' Uwe Zötzsche | San Jose Municipal Stadion, San Jose Toeschouwers: 6.000 Scheidsrechter: Robert Evans (USA) |

|                                                        |                           |       |                                                  |                                                                                           |
| 19 februari Vriendschappelijk № 238 «onderlinge duels» | Portugal                  | 1 – 3 | Duitse Democratische Republiek                   | Estádio Municipal, Braga Toeschouwers: 30.000 Scheidsrechter: Augusto Lamo Castillo (ESP) |
| 19 februari Vriendschappelijk № 238 «onderlinge duels» | Fernando Gomes 63' (pen.) |       | 7' Andreas Thom 24' Ulf Kirsten 33' Rainer Ernst | Estádio Municipal, Braga Toeschouwers: 30.000 Scheidsrechter: Augusto Lamo Castillo (ESP) |

|                                                     |                                |                      |           |                                                                                 |
| 12 maart Vriendschappelijk № 239 «onderlinge duels» | Duitse Democratische Republiek | 0 – 1                | Nederland | Zentralstadion, Leipzig Toeschouwers: 22.000 Scheidsrechter: Franz Wöhrer (AUT) |
| 12 maart Vriendschappelijk № 239 «onderlinge duels» |                                | 13' Marco van Basten |           | Zentralstadion, Leipzig Toeschouwers: 22.000 Scheidsrechter: Franz Wöhrer (AUT) |

|                                                               |                                                      |       |                                | |
| 26 maart Vriendschappelijk № 240 «onderlinge duels» 18:30 uur | Griekenland                                          | 2 – 0 | Duitse Democratische Republiek | Georgios Karaiskákis Stadion, Athene Toeschouwers: 15.000 Scheidsrechter: Christos Kolokythas (GRE) |
| 26 maart Vriendschappelijk № 240 «onderlinge duels» 18:30 uur | Nikos Anastopoulos 63' (pen.) Dimitris Saravakos 86' |       |                                | Georgios Karaiskákis Stadion, Athene Toeschouwers: 15.000 Scheidsrechter: Christos Kolokythas (GRE) |

|                                                    |                                  |       |                                |                                                                                     |
| 8 april Vriendschappelijk № 241 «onderlinge duels» | Brazilië                         | 3 – 0 | Duitse Democratische Republiek | Estádio Serra Dourada, Goiânia Toeschouwers: 70.000 Scheidsrechter: Juan Bava (ARG) |
| 8 april Vriendschappelijk № 241 «onderlinge duels» | Müller 11' Alemão 36' Careca 59' |       |                                | Estádio Serra Dourada, Goiânia Toeschouwers: 70.000 Scheidsrechter: Juan Bava (ARG) |

|                                                     |                                    |       |                                |                                                                                   |
| 23 april Vriendschappelijk № 242 «onderlinge duels» | Tsjecho-Slowakije                  | 2 – 0 | Duitse Democratische Republiek | Štadión pod Zoborom, Nitra Toeschouwers: 12.000 Scheidsrechter: Mircea Nesu (ROM) |
| 23 april Vriendschappelijk № 242 «onderlinge duels» | Ivo Knoflíček 62' Milan Luhový 64' |       |                                | Štadión pod Zoborom, Nitra Toeschouwers: 12.000 Scheidsrechter: Mircea Nesu (ROM) |

|                                                        |               |       |                                |                                                                                  |
| 20 augustus Vriendschappelijk № 243 «onderlinge duels» | Finland       | 1 – 0 | Duitse Democratische Republiek | Keskusurheilukenttä, Lahti Toeschouwers: 3.325 Scheidsrechter: Bo Karlsson (SWE) |
| 20 augustus Vriendschappelijk № 243 «onderlinge duels» | Ari Hjelm 61' |       |                                | Keskusurheilukenttä, Lahti Toeschouwers: 3.325 Scheidsrechter: Bo Karlsson (SWE) |

|                                                         |                                |                  |            |                                                                                   |
| 10 september Vriendschappelijk № 244 «onderlinge duels» | Duitse Democratische Republiek | 0 – 1            | Denemarken | Zentralstadion, Leipzig Toeschouwers: 30.000 Scheidsrechter: Lajos Hartmann (HUN) |
| 10 september Vriendschappelijk № 244 «onderlinge duels» |                                | 23' John Eriksen |            | Zentralstadion, Leipzig Toeschouwers: 30.000 Scheidsrechter: Lajos Hartmann (HUN) |

|                                                       |           |       |                                |                                                                                 |
| 24 september EK-kwalificatie № 245 «onderlinge duels» | Noorwegen | 0 – 0 | Duitse Democratische Republiek | Ullevaal Stadion, Oslo Toeschouwers: 10.200 Scheidsrechter: Egbert Mulder (NED) |
| 24 september EK-kwalificatie № 245 «onderlinge duels» |           |       |                                | Ullevaal Stadion, Oslo Toeschouwers: 10.200 Scheidsrechter: Egbert Mulder (NED) |

|                                                     |                                 |       |         |                                                                                                   |
| 29 oktober EK-kwalificatie № 246 «onderlinge duels» | Duitse Democratische Republiek  | 2 – 0 | IJsland | Ernst-Thälmann-Stadion, Karl-Marx-Stadt Toeschouwers: 15.000 Scheidsrechter: Zoran Petrović (YUG) |
| 29 oktober EK-kwalificatie № 246 «onderlinge duels» | Andreas Thom 5' Ulf Kirsten 89' |       |         | Ernst-Thälmann-Stadion, Karl-Marx-Stadt Toeschouwers: 15.000 Scheidsrechter: Zoran Petrović (YUG) |

|                                                      |                                |       |           |                                                                                    |
| 19 november EK-kwalificatie № 247 «onderlinge duels» | Duitse Democratische Republiek | 0 – 0 | Frankrijk | Zentralstadion, Leipzig Toeschouwers: 54.578 Scheidsrechter: George Courtney (ENG) |
| 19 november EK-kwalificatie № 247 «onderlinge duels» |                                |       |           | Zentralstadion, Leipzig Toeschouwers: 54.578 Scheidsrechter: George Courtney (ENG) |

## Statistieken

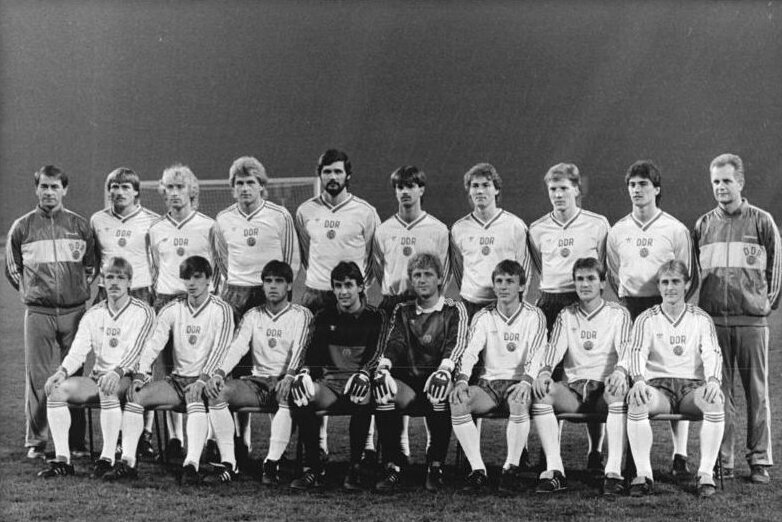
Het Oost-Duitse elftal op 19 november 1986 in Leipzig vlak voor de aftrap van het EK-kwalificatieduel tegen Frankrijk, met vooraan van links naar rechts Detlef Schößler (1. FC Magdeburg), Jörg Stübner, Ulf Kirsten (beiden SG Dynamo Dresden), René Müller (1. FC Lok Leipzig), Jörg Weißflog (BSG Wismut Aue), Andreas Thom, Frank Rohde, Christian Backs (allen BFC Dynamo). Staand vanaf links: assistent-trainer Harald Irmscher, Hans Richter, Matthias Liebers, Uwe Zötzsche (allen 1. FC Lok Leipzig), Dirk Stahmann (1. FC Magdeburg), Rico Steinmann (FC Karl-Marx-Stadt), Matthias Döschner, Matthias Sammer (beiden SG Dynamo dresden), Frank Pastor (BFC Dynamo) en bondscoach Bernd Stange (foto Bundesarchiv)

| René Müller       | 1959-02-11 | Lokomotive Leipzig | 11 | 0 | 0 | 30 | 0 |
| Jörg Weißflog     | 1956-10-12 | Wismut Aue         | 0  | 2 | 0 | 7  | 0 |
| Verdediging       |            |                    |    |   |   |    |   |
| Frank Rohde       | 1960-03-02 | BFC Dynamo Berlin  | 11 | 0 | 0 |    |   |
| Carsten Sänger    | 1962-11-08 | Rot-Weiß Erfurt    | 9  | 0 | 0 | 15 | 0 |
| Uwe Zötzsche      | 1960-09-15 | Lokomotive Leipzig | 8  | 0 | 2 | 30 | 3 |
| Hans-Uwe Pilz     | 1958-11-10 | Dynamo Dresden     | 7  | 1 | 0 | 25 | 0 |
| Ronald Kreer      | 1959-11-10 | Lokomotive Leipzig | 7  | 1 | 0 | 41 | 2 |
| Matthias Döschner | 1958-01-12 | Dynamo Dresden     | 4  | 0 | 0 |    |   |
| Detlef Schößler   | 1963-10-03 | 1. FC Magdeburg    | 3  | 2 | 0 |    |   |
| Dirk Stahmann     | 1958-03-23 | 1. FC Magdeburg    | 3  | 1 | 0 | 29 | 1 |
| Frank Baum        | 1956-03-30 | Lokomotive Leipzig | 0  | 1 | 0 |    |   |
| Middenveld        |            |                    |    |   |   |    |   |
| Matthias Liebers  | 1958-11-22 | Lokomotive Leipzig | 10 | 1 | 0 |    |   |
| Ralf Minge        | 1960-10-08 | Dynamo Dresden     | 7  | 1 | 0 |    |   |
| Rainer Ernst      | 1961-12-31 | BFC Dynamo Berlin  | 7  | 0 | 1 |    |   |
| Jörg Stübner      | 1965-07-23 | Dynamo Dresden     | 6  | 3 | 0 |    |   |
| Thomas Doll       | 1966-04-09 | BFC Dynamo Berlin  | 1  | 2 | 0 | 3  | 0 |
| Rico Steinmann    | 1967-12-26 | FC Karl-Marx-Stadt | 1  | 0 | 0 | 1  | 0 |
| Eberhard Janotta  | 1961-12-14 | Stahl Brandenburg  | 1  | 0 | 0 | 1  | 0 |
| Michael Glowatzky | 1960-07-01 | FC Karl-Marx-Stadt | 0  | 1 | 0 | 9  | 1 |
| Damian Halata     | 1962-08-08 | 1. FC Magdeburg    | 0  | 1 | 0 |    |   |
| Matthias Sammer   | 1967-09-06 | Dynamo Dresden     | 0  | 1 | 0 | 1  | 0 |
| Aanval            |            |                    |    |   |   |    |   |
| Andreas Thom      | 1965-09-07 | BFC Dynamo Berlin  | 10 | 0 | 2 | 24 | 5 |
| Ulf Kirsten       | 1965-12-04 | Dynamo Dresden     | 9  | 0 | 2 | 16 | 3 |
| Frank Pastor      | 1957-12-07 | BFC Dynamo Berlin  | 3  | 1 | 0 |    |   |
| Ralf Sträßer      | 1958-06-20 | Union Berlin       | 2  | 1 | 0 | 3  | 0 |
| Henry Lesser      | 1963-05-08 | FC Carl Zeiss Jena | 1  | 3 | 0 | 4  | 0 |
| Hans Richter      | 1959-09-14 | Lokomotive Leipzig | 0  | 1 | 0 | 14 | 4 |